# Lailolà/La Berta
 Lailolà/La Berta è un singolo della cantante pop rock italiana Donatella Rettore, pubblicato in formato 45 giri nel 1976, su etichetta Produttori Associati. 

## Storia
Dopo aver inciso i primi tre singoli e il primo album Ogni giorno si cantano canzoni d'amore con l'etichetta discografica Edibi, che non riscossero grande successo, la Rettore nel 1976 passa alla Produttori Associati e pubblica un 45 giri intitolato Lailolà, scritto da José Alfredo Jiménez, Dardo e la stessa Rettore su arrangiamenti di Natale Massara. 
Il singolo riscuote un enorme ed inaspettato successo commerciale in molti paesi europei, su tutti Germania e Svizzera, con oltre cinquecentomila copie vendute.  
Il brano Lailolà non fu incluso nel secondo album della cantante pubblicato con l'etichetta, a differenza di La Berta, brano scritto dalla sola cantautrice presente sul lato B, ma verrà successivamente inserito in alcune raccolte.

## Edizioni
Il singolo è stato pubblicato su etichetta Produttori Associati con numero di catalogo PANP 3251. La versione tedesca è stata pubblicata con una differente copertina, distribuito con numero di catalogo 6.11 920.

## Tracce
1. Lato A: Lailolà - 4:02 (Dardo, D. Rettore, J. A. Giménez)
2. Lato B: La Berta - 3:00 (Rettore)

## Classifiche

### Lailolà
| Classifica (1977) | Posizione più alta |
| ----------------- | ------------------ |
| Germania          | 29                 |
| Svizzera          | 2                  |